# Fun In Space
Fun In Space is het solo-debuutalbum van Queen-drummer Roger Taylor. Het album is in het voorjaar van 1981 uitgebracht, nadat het opgenomen was tussen de Queen-tours bij de The Game en Flash Gordon Queen-albums. Het album is in 1981 op vinyl uitgebracht en in 1996 op cd.
Alle nummers op het album zijn geschreven, geproduceerd en gezongen door Taylor. Tevens speelde hij zo goed als alle instrumenten; David Richards nam een deel van de keyboard voor zijn rekening.
Het ontwerp is gemaakt door de bekende hoesontwerper Hipgnosis, bekend van zijn werk voor onder andere Pink Floyd en Genesis.
Van het album zijn twee singles getrokken: "Future Management" in Europa en "Let's Get Crazy" in de Verenigde Staten.

## Nummers
1. No Violins - 4:33
2. Laugh Or Cry - 3:06
3. Future Management - 3:03
4. Let's Get Crazy - 3:40
5. My Country (Parts 1 & 2) - 6:49
6. Good Times Are Now - 3:28
7. Magic Is Loose - 3:30
8. Interlude In Constantinople - 2:04
9. Airheads - 3:38
10. Fun In Space - 6:22